# Escuela Preparatoria para Artes Visuales y de Actuación Booker T. Washington
La Escuela Preparatoria para Artes Visuales y de Actuación Booker T. Washington (Booker T. Washington High School for the Performing and Visual Arts) es una escuela preparatoria (high school) magnet en Downtown Dallas, Texas. Como parte del Distrito Escolar Independiente de Dallas (DISD por sus siglas en inglés), Booker T. Washington es una escuela magnet para las artes visuales y artes y las artes escénicas. Las áreas de estudio de la preparatoria incluyen danza, música, teatro y artes visuales.
La escuela acepta el 40% de los solicitantes para su noveno grado. En 2014 Jeffrey Weiss y Matthew Haag del The Dallas Morning News afirmaron que BTW era una escuela de las artes "top-rated" (las calificaciones más altas) en los Estados Unidos. En 2011 Tawnell D. Hobbs del The Dallas Morning News afirmó que la preparatoria es una escuela reconocida a nivel nacional.
La preparatoria tiene una escultura de Pegasus de 27 pies de altura diseñada por Stuart Kraft.

## Historia
La escuela se abrió en 1976, en el edificio de la ex-Colored High School, una escuela preparatoria solamente para afroamerianos que se cerró en 1969. Desde 2004 la preparatoria Booker T. Washington tenía 700 estudiantes.